# Карл Фридрих Албрехт фон Бранденбург-Швет
Карл Фридрих Албрехт фон Бранденбург-Швет (на немски: Karl Friedrich Albrecht von Brandenburg-Schwedt; * 10 юни 1705, Берлин; † 22 юни 1762, Бреслау) от династията Хоенцолерн, е пруски принц и маркграф на Бранденбург-Швет, пруски военачалник, херенмайстер на Балей Бранденбург на Йоанитския орден (1731 – 1762).

## Живот
Той е внук на „Великия курфюрст“ Фридрих Вилхелм фон Бранденбург и син на маркграф Албрехт Фридрих фон Бранденбург-Швет (1672 – 1731) и съпругата му принцеса Мария Доротея Кетлер от Курландия (1684 – 1743), дъщеря на херцог Фридрих II Казимир от Курландия.
Карл Фридрих влиза млад в пруската войска и се отличава при превземането на Глогов по време на Първата саксонска война (1740 – 1742). В началото на 1745 г. той е комадир в Горна Силезия и печели доверието на крал Фридрих II. През Седемгодишната война той отново е командир. 42 години той е пруски генерал и 31 години херенмайстер на ордена на йоанитите.
През 1731 г. Карл Фридрих наследява от баща си имение в Алтфридланд. През 1735 г. той подарява камбана на манастирската църква „Алтфридланд“, която още е там.
Карл е ранен в битките при Молвиц, Хохкирх (1758) и Торгау (1760) и умира от раните си на 22 юни 1762 г. в Бреслау (Вроцлав). Погребан е в Берлинската катедрала.

## Фамилия
Карл не се жени, но с Доротея Регина Вутер, която на 14 януари 1744 г. получава титлата „фрау фон Карловиц“, има незаконна дъщеря:
- Каролина фон Карловиц (1731 – 1755), омъжена на 16 юни 1747 г. в Берлин за граф Албрехт Кристиан Ернст фон Шьонбург, господар фон Шьонбург-Хинтерглаухау (1720 – 1799) (адютант на маркграфа)

През 1744 г. Карл е сгоден за Мария Амалия фон Хесен-Касел (1721 – 1744), която умира същата година.